# Giulia Grillo
Giulia Grillo (ur. 30 maja 1975 w Katanii) – włoska polityk, działaczka Ruchu Pięciu Gwiazd, posłanka do Izby Deputowanych XVII i XVIII kadencji, od 2018 do 2019 minister zdrowia.

## Życiorys
Ukończyła w 1999 studia medyczne, w 2003 specjalizowała się w zakresie medycyny sądowej. Kształciła się także w zakresie planowania usług zdrowotnych w rzymskiej filii Katolickiego Uniwersytetu Najświętszego Serca w Mediolanie. Pracowała jako medyk sądowy.
Od 2006 związana z inicjatywami politycznymi, które organizował Beppe Grillo. W 2008 kandydowała do rady regionalnej Sycylii. W wyborach w 2013 po raz pierwszy uzyskała mandat posłanki do Izby Deputowanych. W wyborach w 2018 z powodzeniem ubiegała się o parlamentarną reelekcję. W 2018 została przewodniczącą frakcji swojego ugrupowania w Izbie Deputowanych.
1 czerwca 2018 objęła stanowisko ministra zdrowia w nowo powołanym rządzie Giuseppe Contego. Zakończyła urzędowanie wraz z całym gabinetem we wrześniu 2019.